# Zbrodnia w Bołdurach
Zbrodnia w Bołdurach – zbrodnia dokonana przez oddział UPA 2 stycznia 1944 roku na polskich i ukraińskich mieszkańcach wsi Bołdury, położonej w powiecie brodzkim województwa tarnopolskiego, podczas niemieckiej okupacji tych ziem.

## Przebieg napadu

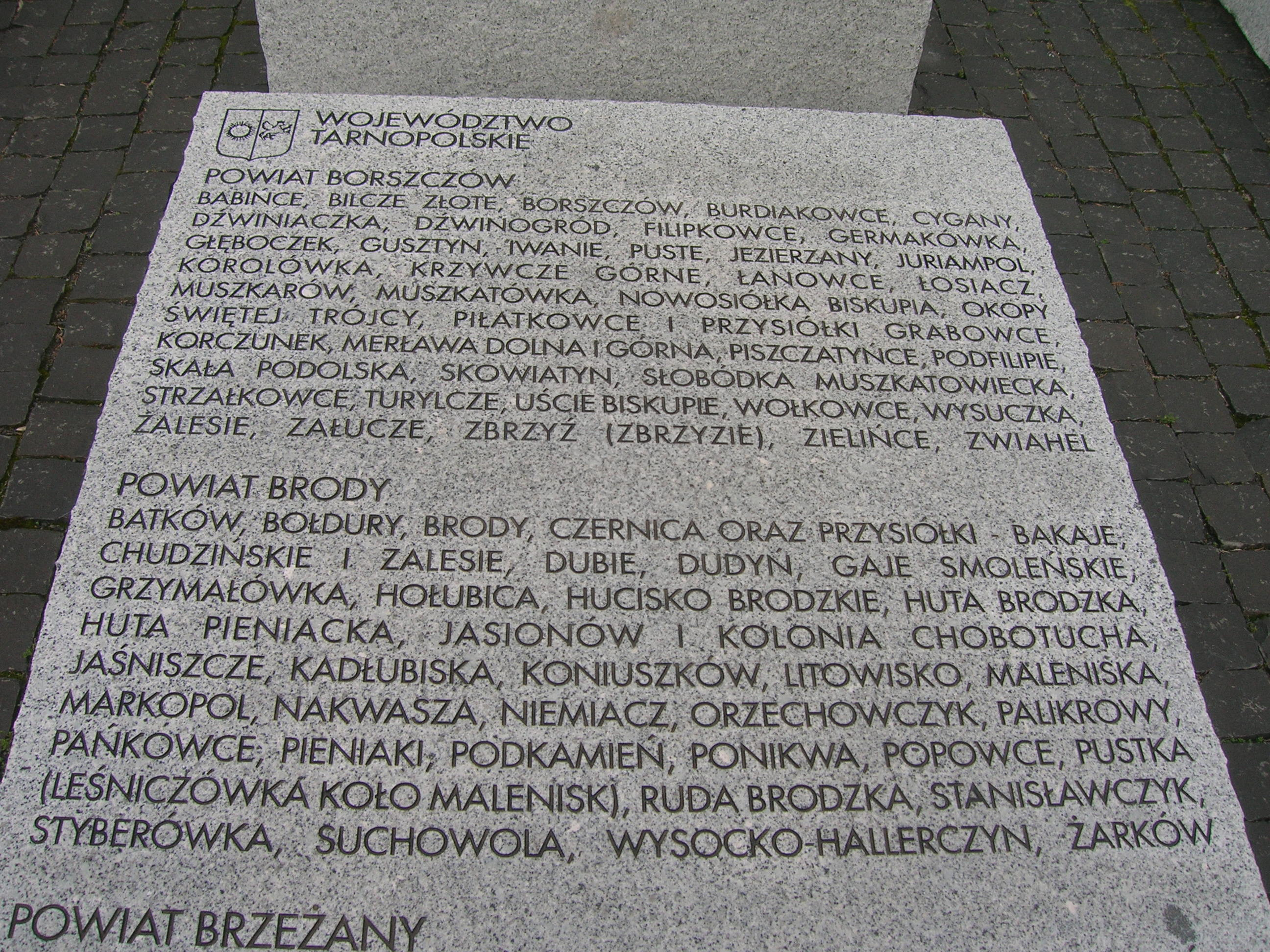
Tablica Pomnika ofiar zbrodni dokonanej na obywatelach polskich przez OUN-UPA wymieniająca Bołdury

Według wspomnień zgromadzonych przez Stowarzyszenie Upamiętnienia Ofiar Zbrodni Ukraińskich Nacjonalistów, wieczorem 2 stycznia 1944 roku na Bołdury, wieś liczącą około 1 tys. mieszkańców, po połowie zamieszkaną przez Polaków i Ukraińców, napadł oddział UPA przybyły z Wołynia. Napastnicy, których było co najmniej 200, mieli przewodników rekrutowanych z miejscowych Ukraińców, którzy wskazywali im domy Polaków. Intruzi podzielili się na grupy po 8-10 osób, które włamywały się do polskich domów i zabijały napotkanych Polaków głównie używając broni palnej. Według świadków doszło także do zabójstw bronią białą. Według sprawozdania Komitetu Ziem Wschodnich z powodu zaskoczenia oraz trudnego położenia wsi (w pobliżu rzeki oraz bagien) niewielu Polaków zdołało uciec.
Po dokonaniu masakry do wsi wjechały furmanki, na które upowcy oraz okoliczni chłopi ukraińscy ładowali mienie zabitych. Zabierano także inwentarz. Przy okazji dobijano rannych oraz przeszukiwano obejścia w celu wykrycia ukrywających się. Ograbione gospodarstwa podpalano, jeśli nie graniczyły z domami ukraińskimi. W ten sposób spalono około 30 gospodarstw; spaliły się w nich niektóre ofiary.
Według sprawozdania Komitetu Ziem Wschodnich podczas tego ataku zamordowano 60 osób, w tym także Ukraińców z mieszanych rodzin polsko-ukraińskich. Według Henryka Komańskiego i Szczepana Siekierki zabito 80 osób a 20 uprowadzono. Grzegorz Hryciuk podaje liczbę ponad 100 zabitych i 40 uprowadzonych. Część zabitych zdołali pochować ocaleni członkowie ich rodzin, reszta ciał została na miejscu zbrodni. 
Zbrodnia w Bołdurach nie spotkała się z reakcją okupacyjnych władz niemieckich.